# Pałac Radziwiłłów w Grodnie
Pałac Radziwiłłów w Grodnie – pałac książąt Radziwiłłów, który znajdował się przy Rynku w Grodnie na Białorusi. Pałac został zbudowany w poł. XVIII wieku w wyniku połączenia dwóch pałaców i drewnianego dworu. Spłonął w 1941 roku podczas II wojny światowej, i został rozebrany w 1945 r. na polecenie władz sowieckich. 

## Historia
W 1683 roku Radziwiłłowie kupili od Wołłowiczów stary dwór w drugim rzędzie kwartału między ul. Bernardyńską i Mostową. Naprzeciwko niego Anna z Sanguszków Radziwiłłowa na kupionej w 1717 roku wystawiła przed 1726 rokiem nowy drewniany pałac. W 1738 roku Michał Kazimierz Radziwiłł "Rybeńko" kupił od strony "Batorówki" narożny piętrowy pałac od wojewody mściśławskiego Michała Massalskiego, który na jego polecenie zaczął całkowicie przebudowywać architekt Dominik Fontana. W 1744 wnętrza pałacu ozdobił książęcy malarz nadworny Ksawery Dominik Heski, co było zwieńczeniem prac wykończeniowych. W 1751 Michał Kazimierz Radziwiłł "Rybeńko" dokupił przylegający trójskrzydłowy pałac od spadkobierców Kazimierza Leona Sapiehy. W 1753 roku pałac został uszkodzony w wyniku pożaru. Po adaptacji dwa połączone murowane pałace i drewniany dwór utworzyły zwarty i jednorodny zespół reprezentacyjny. Elewacja główna zlokalizowana była prostopadle do Pałacu Sapiehów (Batorówki), wychodząc frontem na główny miejski rynek i ratusz. Elewacje były malowane cielisto, a obramienia okien i gzymsy kolorem szarym. Na pałacu położono dach mansardowy. Pierwotnie zespół posiadał jeden ryzalit na osi z przejazdem bramnym w części od strony Batorówki, jednak z planów miasta wynika, że jeszcze w XVIII wieku połączono oba pałace w jeden gmach i dobudowano symetryczny ryzalit po prawej stronie. W skrzydle frontowym wyróżniały się jadalnia z wielkim portretem króla Stanisława Augusta Poniatowskiego oraz Sala Portretowa wysoka na dwie kondygnacje z licznymi portretami książąt i królów Polski poczynając od mitycznego Lecha I. Na początku XIX wieku pałacami władał ród Druckich-Lubeckich. W 2 połowie XIX wieku właścicielem pałacu został żydowski kupiec Lejzer Bregman. 
Pałac częściowo spłonął podczas bombardowania Grodna przez Niemców w 1941 roku i został rozebrany na polecenie władz sowieckich po 1945 roku w celu utworzenia niezabudowanego skweru między rynkiem i Niemnem. 

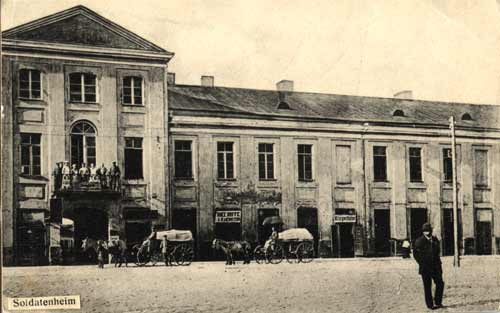
Pałac w 1915 r.
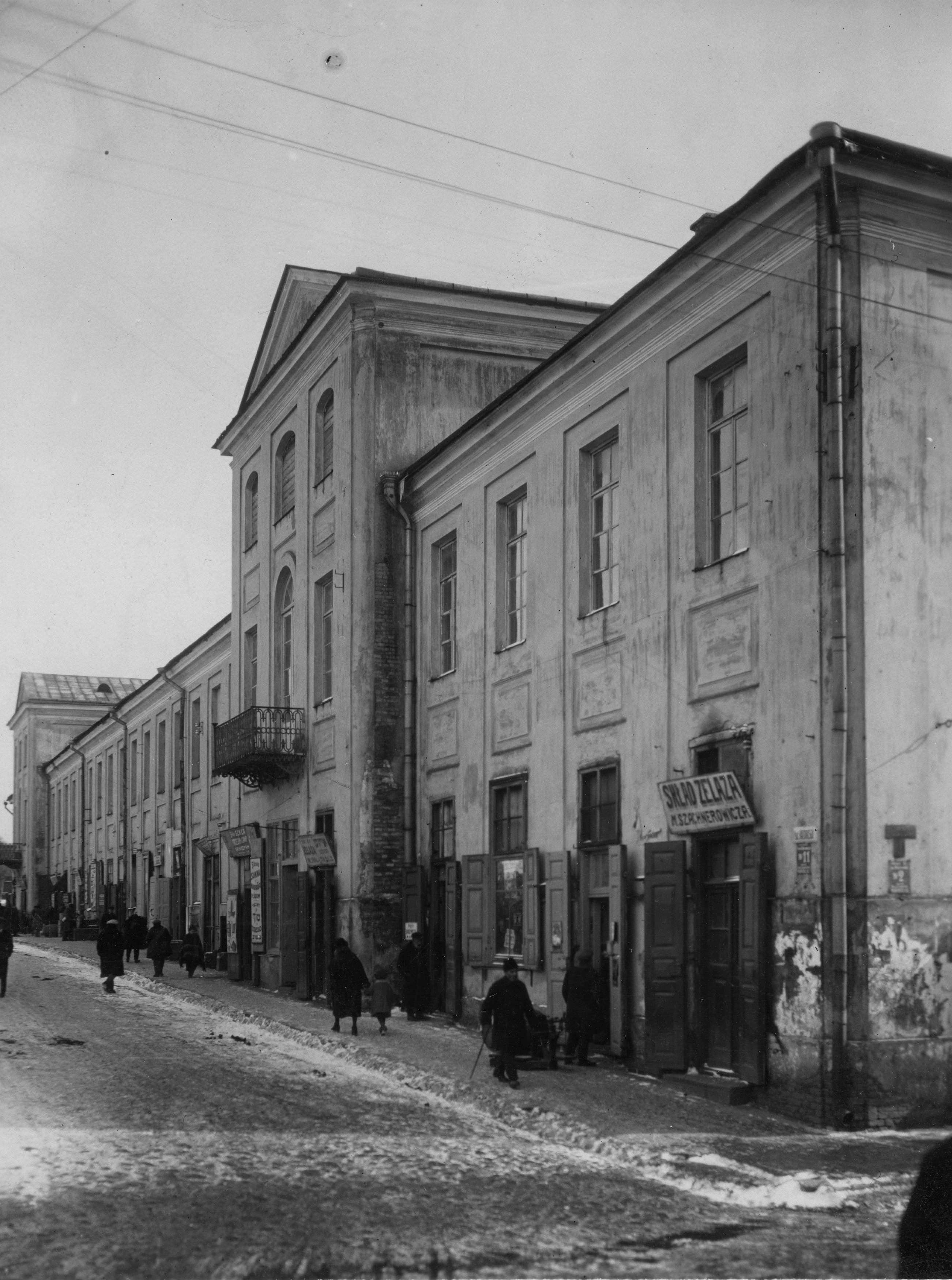
Pałac w 1926 r.
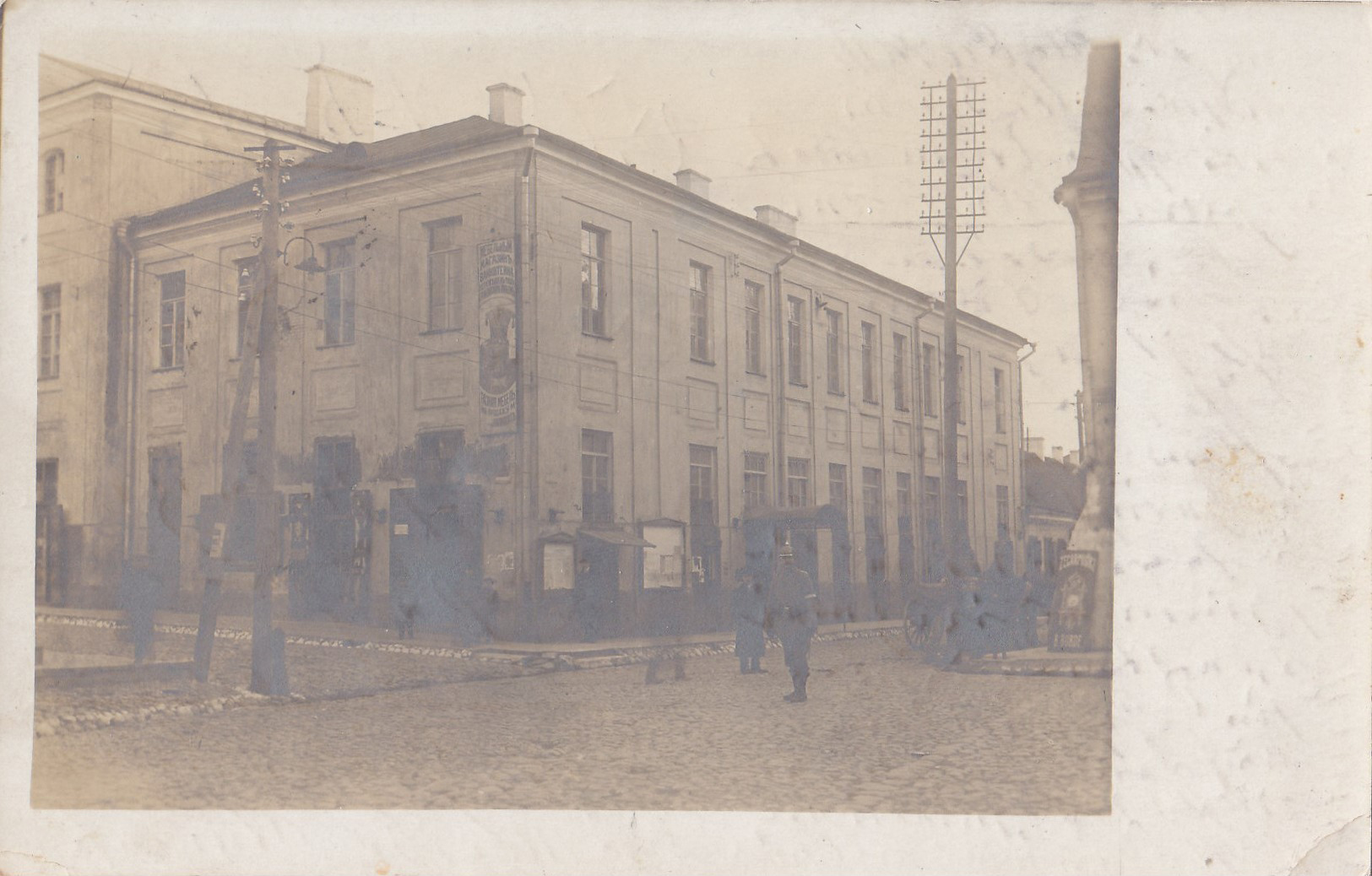
Pałac w 1915 roku
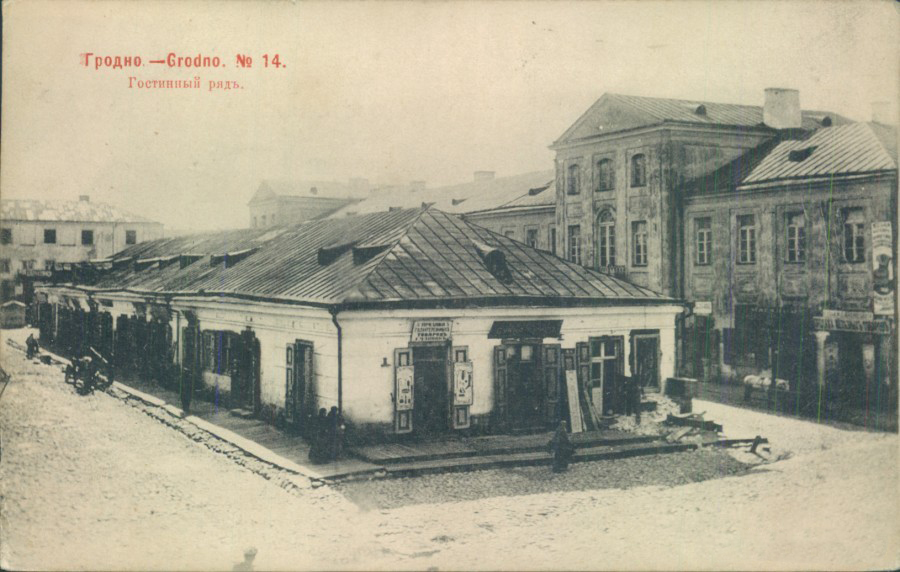
Pałac w 1900 roku
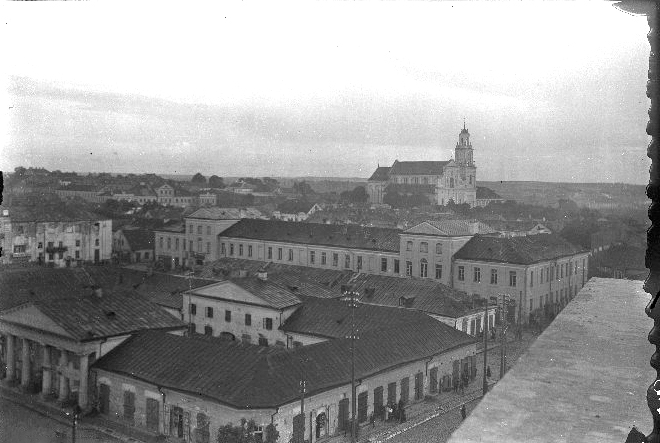
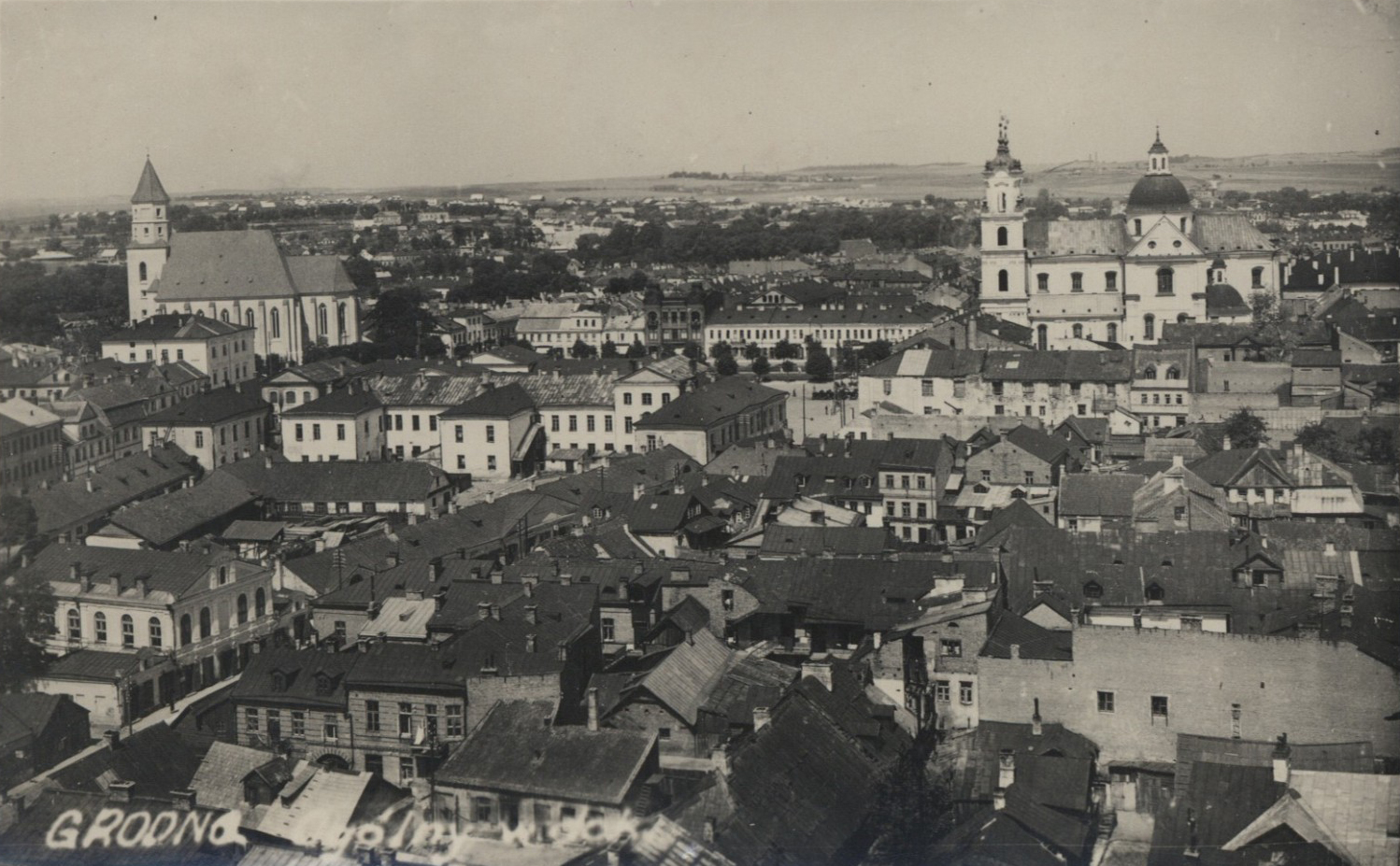
Pałac Radziwiłłów od strony dziedzińca